# Tabagie
Der Ausdruck Tabagie (aus dem Spanischen bzw. Französischen für Gelage) bezeichnet ein Lokal, in dem geraucht werden durfte bzw. das Tabakwaren anbot.

## Entstehung

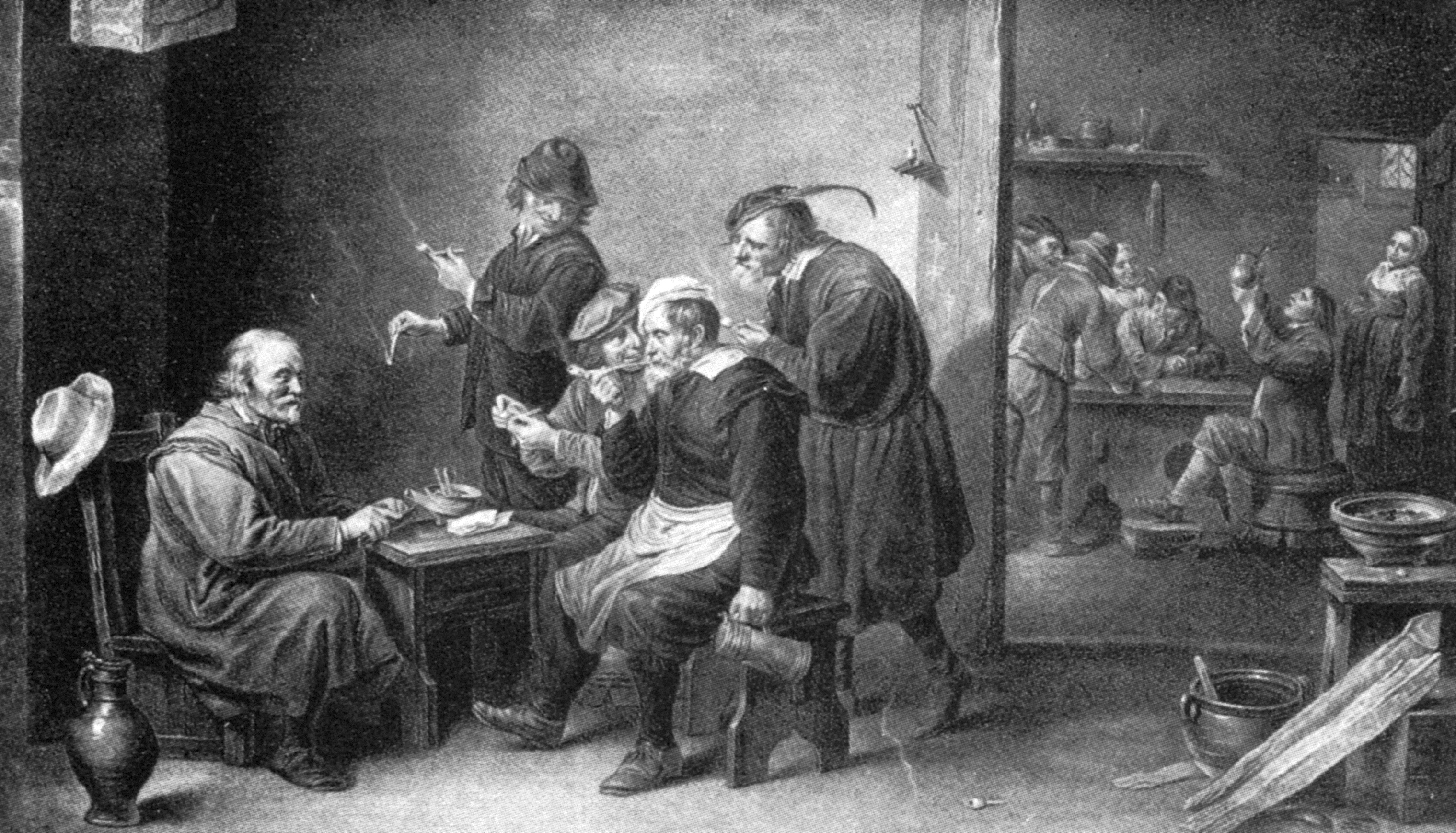
Inneres einer holländischen Tabagie im 17. Jahrhundert. Gemälde von David Teniers (1610–1690)

Bei der Einführung des Tabaks in Europa war dieser für breite Bevölkerungsschichten unerschwinglich und konnte oft auch nur in Apotheken erworben werden. Auch Pfeifen aus Ton waren wegen ihres Preises noch nicht sehr weit verbreitet. Viele Gastwirtschaften erkannten das als Marktlücke und boten ihren Gästen neben alkoholischen Getränken auch den Genuss von Tabak in für einen geringen Betrag mietbaren Tonpfeifen an. Bedingt durch das meist einfache Publikum war der Ruf der bald als Tabagie bezeichneten Wirtschaften oft nicht besonders gut.

## Weitere Entwicklung
Die Brandgefahr, die aus der Bauweise der Städte folgend damals weit höher war als heute, führte seit dem Ende des 18. Jahrhunderts in vielen Ländern – vor allem in Preußen – zu restriktiven Vorschriften für Raucher, die oft durch Polizeiverordnungen erlassen wurden und daher örtlich oft unterschiedlich waren. Vielerorts war das Rauchen auch unter freiem Himmel verboten, sodass die Tabagie gleichsam eine „letzte Zuflucht“ bot. Nach der Revolution im Jahre 1848 wurden vielerorts, beispielsweise auch in Berlin, die Vorschriften für Raucher wieder liberalisiert. Mit der Verbreitung des Tabaks waren auch Tabagien entstanden, die sich an das Bürgertum wandten und sich entsprechend bewarben, wie mit der Aussage, dass Lehrburschen, unanständige Frauenzimmer und ebenso bekleidete Personen der Tabagie verwiesen würden. Vereinzelt bezeichnen sich noch heute Gastwirtschaften auch als Tabagie.

## Sonstiges
Bekannt geblieben ist unter anderem die Tabagie von Meister Stephan, einem ehemaligen Schneidermeister, der die Tabagie in Stolp betrieb und Vater des Generalpostmeisters Heinrich von Stephan war, in dessen Lebenserinnerungen diverse Szenen aus der Tabagie seines Vaters geschildert werden.
Im Quebecer Französisch bezeichnet das Wort „tabagie“ ein Geschäft, in dem Zeitungen und Tabakwaren verkauft werden.